# Plonévez-Porzay
 Plonévez-Porzay  (en bretón Plonevez-Porzhe) es una población y comuna francesa, situada en la región de Bretaña, departamento de Finisterre, en el distrito de Châteaulin y cantón de Châteaulin.

## Demografía
| 1620 | 1527 | 1533 | 1643 | 1663 | 1582 |
| Para los censos de 1962 a 1999 la población legal corresponde a la población sin duplicidades (Fuente: INSEE [Consultar]) |      |      |      |      |      |